# 浅井町 (愛知県)
浅井町（あざいちょう）は、愛知県葉栗郡にかつてあった町。現在の一宮市浅井町。

## 歴史
- 浅井古墳群（かつては50基程が存在。現在は10基程度）があり、古墳時代から有力者が支配していたと推測される。
- この地域は元々中島郡であったが、戦国時代から江戸時代初頭に葉栗郡に移ったと推測される[3]。
- 江戸時代は尾張藩の領地であった。尾張国一宮と中山道を結ぶ道（現・愛知県道151号・岐阜県道114号一宮各務原線）沿いにあることと、浅井万金膏の販売で発展したという。
- 1889年（明治22年）10月1日 - 大日比野村、小日比野村、河端村、西海戸村、江森村、西浅井村、東浅井村が合併し、浅井村となる。
- 1900年（明治33年）7月9日 - 町制施行。浅井町となる。
- 1906年（明治39年）5月10日 - 浅井町と、瑞穂村が合併、浅井町となる。
- 1955年（昭和30年）1月1日 - 一宮市に編入され消滅

## 学校
- 浅井町立浅井北小学校（現・一宮市立浅井北小学校）
- 浅井町立浅井南小学校（現・一宮市立浅井南小学校）
- 浅井町立浅井中学校（現・一宮市立浅井中学校）

（浅井中小学校は一宮市合併後の1979〔昭和54〕年に開校）

## その他

### 神社·寺
- 浅井神社
- 石刀神社
- 小塞神社
- 長誓寺(シダレザクラの名所)

### 観光
- 温故井池（現・浅井山公園）
- 御囲堤（桜の名所）
- 大野城址
- 高田城址
- 浅井古墳群
- 大野極楽寺公園
- 木曽川沿川緑地